# Raimond I. Trencavel
Raimond I. Trencavel (francouzsky Raimond I Trencavel, okcitánsky Ramon I Trencavel; † 15. října 1167, Béziers) byl vikomt z Béziers, Agde, Carcassonne a Albi.

## Život
Byl druhým synem Bernarda Atona IV. a Cecílie, jediné dcery provensálského hraběte Bertranda II. Po otcově skonu roku 1129 se podělil s bratry o dědictví a získal vikomství v Béziers a Agde. O tři roky později se dohodl se starším bratrem Rogerem, že pokud Roger zemře bez dědiců, přejde jeho majetek na Raimunda, což se roku 1150 skutečně stalo. Vikomtství v Agde po mnoha sporech předal mladšímu bratrovi. V téže době, kdy převzal bratrovy tituly, složil vazalskou přísahu za Carcassonne, Razès a Lautrec barcelonskému hraběti Ramonovi Berenguerovi IV.
Raimond měl dobré vztahy s toulouským hrabětem Alfonsem Jordanem a roku 1147 jej doprovodil na výpravě do Svaté země. Hrabě na křížové výpravě zemřel a Raimond se po návratu do vlasti dostal do sporu s jeho mladým synem Raimondem z Toulouse. Roku 1153 se dostal do Raimondova zajetí a byl nucen se z něj vykoupit. Vzájemná nevraživost pokračovala, roku 1159 se Raimond podílel na tažení anglického krále Jindřicha II. proti toulouskému hraběti a o čtyři roky později spolu oba muži uzavřeli mír.
V říjnu 1167 byl Raimond ubodán měšťany v katedrále v Béziers a byl pohřben v klášteře Cassan.Dědicem se stal syn Roger II. Trencavel.